# Động đất Chiba 2012
Động đất Chiba 2012 (千葉県東方沖地震 Chiba-ken Tо̄hо̄ Oki Jishin) là trận động đất xảy ra vào lúc 21:05 (JST), ngày 14 tháng 3 năm 2012. Trận động đất có cường độ 6.1 richter, tâm chấn độ sâu khoảng 15 km. Không có cảnh báo sóng thần cho trận động đất này. Hậu quả đã làm 1 người chết, 1 người bị thương.